# Ооку

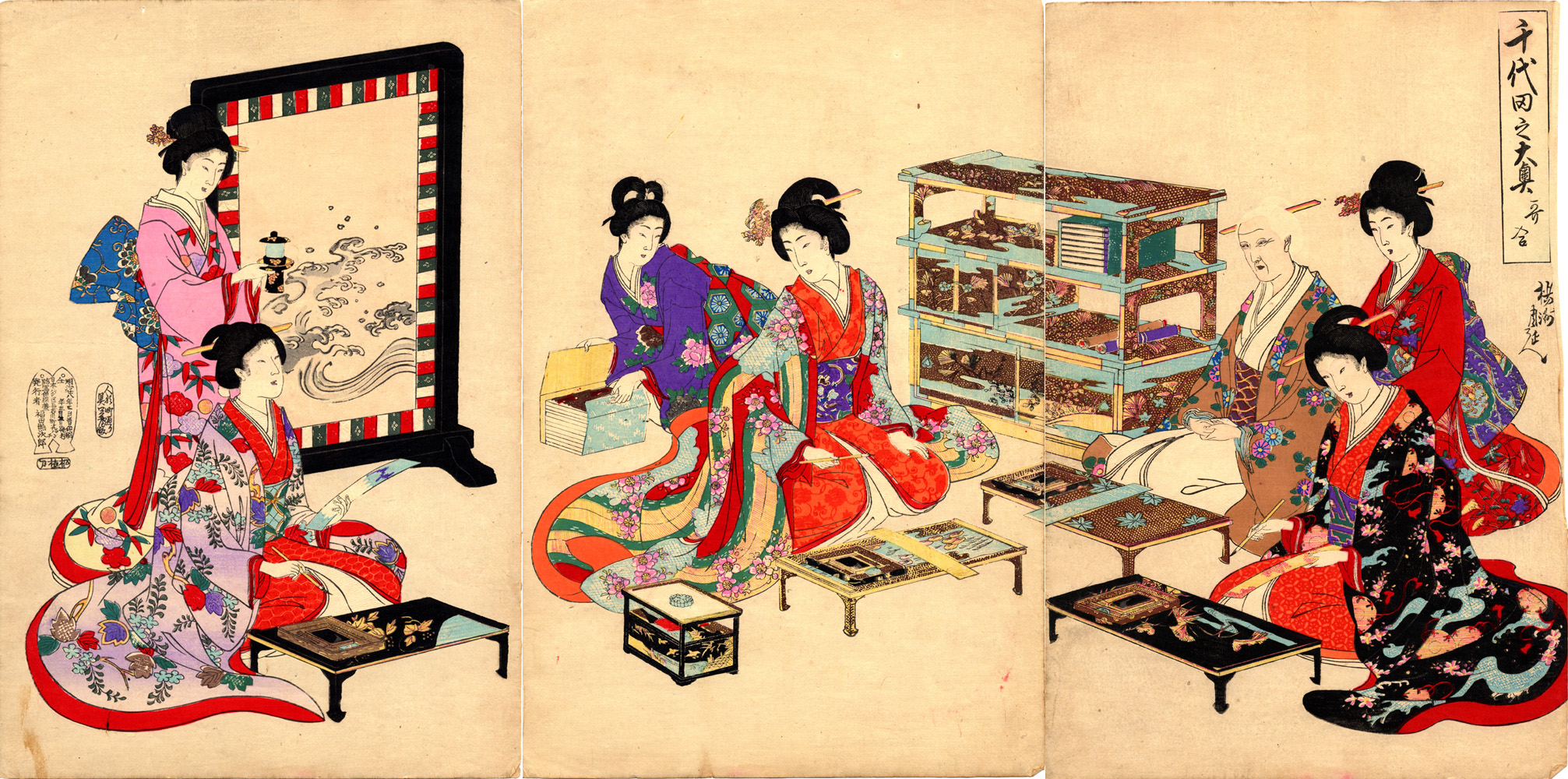
Ооку в искусстве укиё-э Хасимото Тиканобу, 1895

Ооку (яп. 大奥 о:оку) — место проживания женщин из гарема сёгунов замка Эдо, схожее с подобными местами в замках даймё. Название дано Адзаи Го.

## История

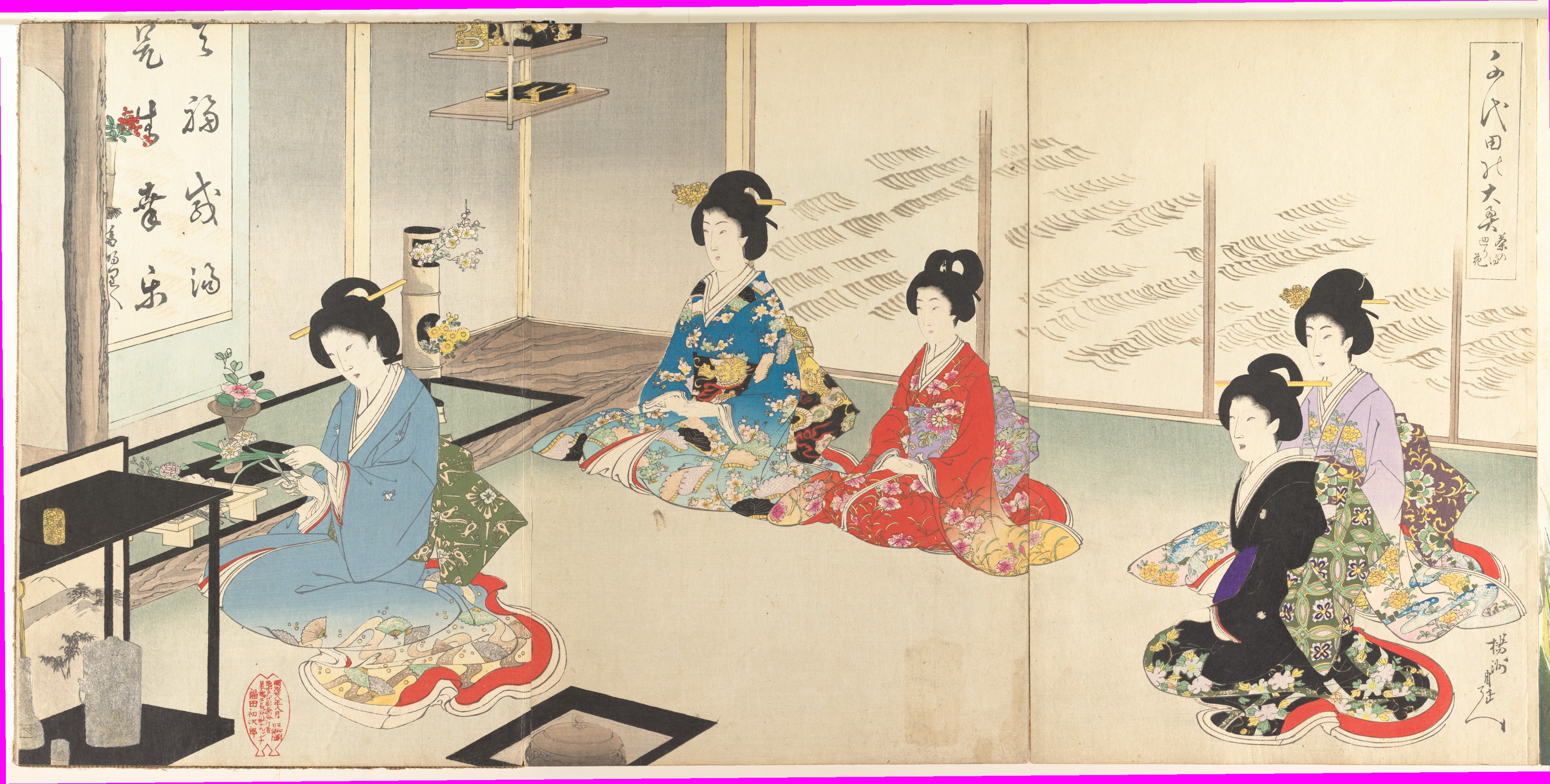
Создание икебаны в Ооку. Хасимото Тиканобу, 1895—1808

Ооку возведены внутри крепостной стены замка Эдо в 1607 году при Токугаве Хидэтаде, который издал специальный закон, отделяющий Ооку от внешнего мира. Согласно этому закону, знатные женщины, живущие в Ооку, не имеют права покидать замок без сопровождения и заводить отношения с мужчинами. Так продолжалось около 200 лет.

## Устройство

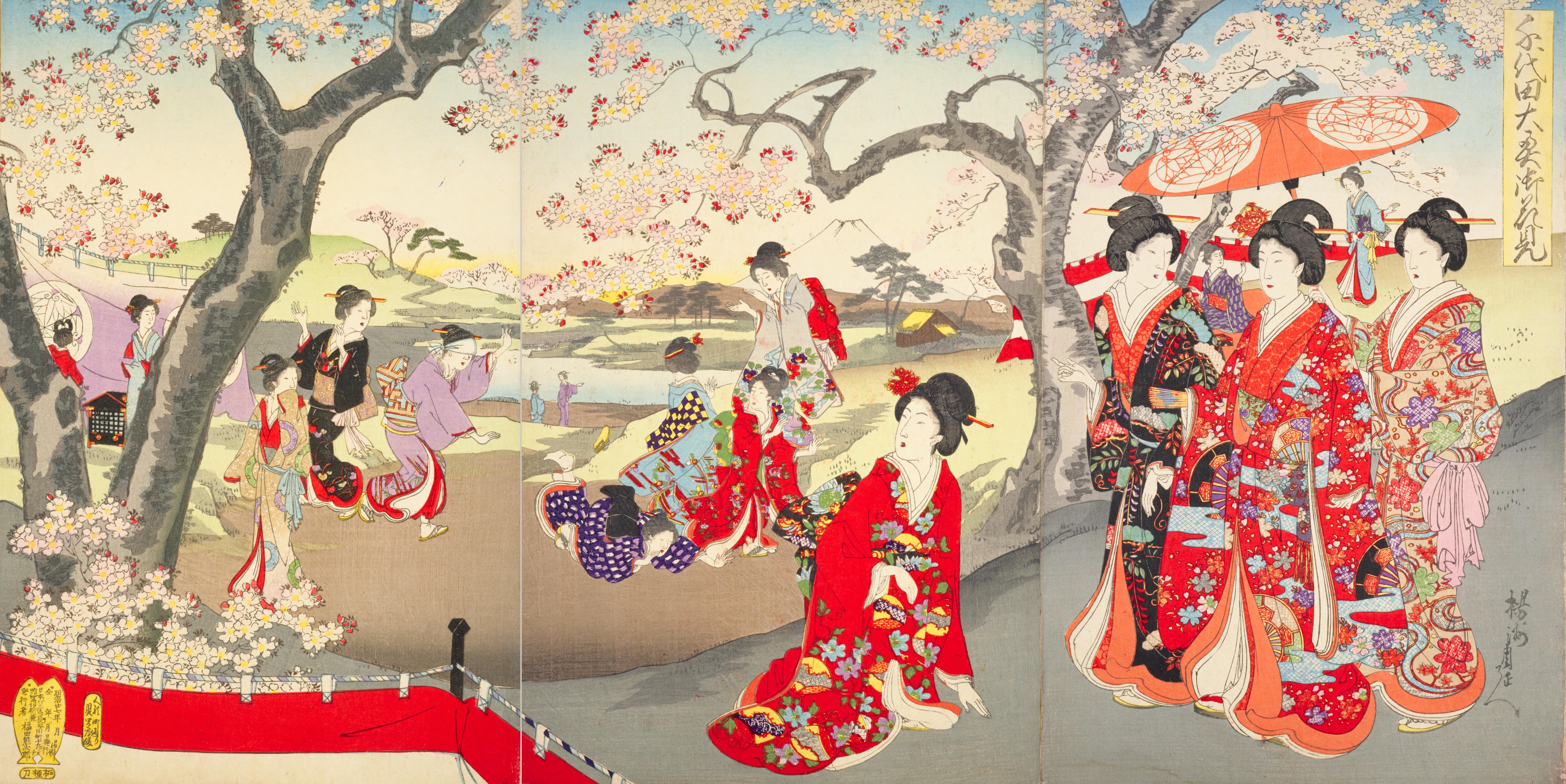
Тоёхара Тиканобу — Женщины из Ооку любуются цветением сакуры во время ханами, 1894

Мужчинам без сопровождения сёгуна запрещалось переступать порог Ооку. Коридор, соединяющий с Ооку, назывался «осудзу рока» (яп. 御鈴廊下, «коридор колокольчика»). Название продиктовано обычаем извещать прислугу о подходе сёгуна звоном в колокольчик судзу.
Ооку состоял из:
- Хоммару (本丸) центральной части для главной жены сёгуна мидайдокоро с детьми (однако, здесь проживала только Адзаи Го).
- Санномару (三の丸), где также проживали вдова сёгуна (оомидайдокоро) и бездетные наложницы. Сюда переводили из хоммару мальчиков по достижении ими пубертатного возраста.
- Ниномару (二の丸), где проживали наложницы и их дети.
- Нагацубонэ — место проживания камергера и прислуги. Там же до посвящения в сёгуны жили юноши фамилии.
- Наканомару (中之丸) — место разыгрывания представления но. При третьем сёгуне сюда переехала его жена Такацукаса Такако после третьего выкидыша.

На женской половине проживали мать сёгуна, его официальная жена (сэйсицу) и наложницы. Ходили слухи, что в замке проживало несколько тысяч женщин, включая служанок и слуг, и в Ооку, как любой части замка Эдо плелись политические интриги сёгуната Токугавы.
После большого пожара в замке Эдо и реформ Мейдзи Ооку также прекратила своё существование.

## Влиятельные женщины
Ведущую роль в Ооку играла старшая госпожа отосиёри (яп. 御年寄) или ёро отосиёри (яп. 上臈御年寄), равная по значимости родзю.
- Касуга-но Цубонэ[англ.] — кормилица Токугавы Хидэтада. Она стала первой ёро отосиёри в 1607 году, рекомендованная первой мидайдокоро Адзаи Го. Касуга вместе с Адзаи Го руководила Ооку до 1626 года, когда Адзаи Го умерла, а затем с Оман-но Ката до 1640 года. Скончалась в 1643 году.
- Оман-но Ката — первая наложница, получившая титул ёро отосиёри. Позже она стала приемной матерью двух детей Иэмицу (Тиёхимэ и Иэцуны). Она была наложницей Токугавы Иэмицу и получила отставку в 1657 году.
- Ядзима-но Цубоне — кормилица сёгуна Токугавы Иэмицу. Стала третьей ёро отосиёри в 1656 году после Оман-но Каты и в 1675 году была изгнана из Ооку за организацию заговоров против ряда других женщин Ооку:
  - в 1667 году она отравила губную помаду беременной Офури-но Ката. Вскоре у женщины случился выкидыш, и она умерла. Ядзима желала, чтобы именно её дочь родила наследника. Однако позже та упала с лестницы, что привело к выкидышу.
  - в 1675 году она подсыпала ядовитый порошок Аса-но-мия Акико, что привело к её слепоте, а перенесённое потрясение вызвало её смерть через год.
- Эмонносукэ — вторая и последняя наложница с титулом ёро отосиёри. Она была наложницей сёгуна Токугавы Цунаёси с 1683 года до своей смерти в январе 1705 года.
- Акимото стала ёри отосиёри в 1705 году после смерти предшественницы. Её отстранили в 1709 году.
- Эдзима — ёри отосиёри с 1709 по 1714 годы и мать седьмого сёгуна. Изгнана из Ооку за измену (дело Эдзимы-Икусимы[англ.])
- Фудзинами — ёри отосиёри с 1714 года и компаньонка вдовы шестого сёгуна.
- Такаока — ёри отосиёри с 1765 по 1787 годы, в правление Токугавы Иэхару.
- Анэкодзи (1810—1880) — ёри отосиёри с 1826 по 1844 годы в правление Токугавы Иэнари и Токугавы Иэёси.
- Утахаси — кормилица сёгуна Токугавы Иэсада, компаньонка его матери Хондзюин; ёри отосиёри в правление Токугавы Иэёси с 1844 по 1853 годы.
- Икусима — компаньонка Тэнсёин[англ.], изгнана из Ооку в 1859 году и стала компаньонкой Маруоки — представительницы клана Каноэ вплоть до своей смерти. Похоронена в Сацуме.
- Нивата Цугоку из Киото — компаньонка принцессы Кадзу[англ.] (жены Токугавы Иэмоти). Скончалась в 1868 году в Ооку.
- Такияма (1805—1876) — ёри отосиёри в 1853—1867 годах, служила предыдущему сёгуну, включая Токугаву Иэсада и Ацухимэ/Тенсёин, Токугаве Иэмоти, принцессу Кадзу и последнего сёгуна Токугава Ёсинобу. С приходом к власти нового правительства покинула замок Эдо и переехала в Кавагути в префектуре Сайтама. Останки её похоронены в храме Сякудзё.

## В культуре
Так как не сохранились картины, иллюстрирующие интерьеры Ооку, художники укиё-э (как Хасимото Тиканобу и Тоёхара Тиканобу) создали ряд картин на тему Ооку.

### Кинематограф и манга
- 1968, 1983, 2003, 2005 — сериал «Ооку»
- 1983 — 51-серийный «Ооку» (大奥). В ролях Томисабуро Вакаяма, Тэцуро Тамба, Масахико Цугава, Мэико Кадзи.
- 2006 — фильм «Oh! Oku» (大奥)
- 2008 — сериал «Ацухимэ». В главной роли Аои Миядзаки.
- 2010 — фильм «Сёгун леди и её мужчины»[1]
- 2012 — манга «Ооку: Внутренние покои» (大奥)
- 2012 — «Замок скрещенных судеб»[2]
- 2012 — дорама «Дорама Дворец Сёгуна»[3]
- 2016 — мини-сериал «Ооку» от Fuji TV